# میلی هیوز-فولفورد
میلی هیوز-فولفورد (به انگلیسی: Millie Hughes-Fulford) فضانورد اهل کشور ایالات متحده آمریکا است که در ۲۱ دسامبر ۱۹۴۵ میلادی در مینرال ولز، تگزاس زاده شد. وی در مأموریت اس‌تی‌اس-۴۰ حضور داشته‌است.

## زندگی شخصی
هیوز-فولفورد ۲بار ازدواج کرد. اولین ازدواج او با پلیس ریک ویلی بود که صاحب یک فرزند دختر شد و در اواخر دهه ۱۹۷۰به طلاق انجامید. ازدواج دوم وی در ۱۹۸۳ با جورج فولفورد، خلبان هواپیمایی یونایتد ایرلاینز بود که در سال ۱۹۸۱ با وی ملاقات کرد. وی در تاریخ ۲ فوریه سال ۲۰۲۱به دلیل ابتلاء به سرطان غدد لنفاوی که موضوع آخرین مقاله پژوهشی وی بود، درگذشت.